# Кату (муниципалитет)
Кату (порт. Catu)  —  муниципалитет в Бразилии, входит в штат Баия. Составная часть мезорегиона Агломерация Салвадор. Входит в экономико-статистический микрорегион Кату. Население составляет 49 138 человек на 2006 год. Занимает площадь 439,573 км². Плотность населения — 111,8 чел./км².

## История
Город основан 26 июня 1868 года.

## Статистика
- Валовой внутренний продукт на 2003 год составляет 1 288 984 656,00 реалов (данные: Бразильский институт географии и статистики).
- Валовой внутренний продукт на душу населения на 2003 год составляет 26 835,40 реалов (данные: Бразильский институт географии и статистики).
- Индекс развития человеческого потенциала на 2000 год составляет 0,716 (данные: Программа развития ООН).